# Gyllenhaleus
Gyllenhaleus es un género de escarabajos  de la familia Chrysomelidae. En 1903 Weise describió el género. Contiene las siguientes especies:
- Gyllenhaleus bipunctatus (Baly, 1858)
- Gyllenhaleus feae Gestro, 1904
- Gyllenhaleus macroshinus (Gestro, 1906)